# Guêpier à fraise
Nyctyornis amictus
Espèce
Statut de conservation UICN

 LC  : Préoccupation mineure
Le Guêpier à fraise (Nyctyornis amictus) est une espèce d'oiseaux de la famille des Meropidae.

## Habitat et répartition
Cet oiseau vit seul ou en couple dans les strates moyennes et hautes des forêts tropicales.
On le trouve en Asie du Sud-Est : Thaïlande, péninsule Malaise, Sumatra et Bornéo.

## Description
Le guêpier à fraise mesure jusqu'à 32 cm de longueur.
Son plumage est vert, rouge sur la gorge et sur le front.
Il chasse et mange des insectes.
Son nid est un terrier creusé dans la berge d'un ruisseau.